# Hospital Regional de Presidente Dutra
O Hospital Regional de Urgência e Emergência de Presidente Dutra (também chamado de Socorrão de Presidente Dutra) é um hospital público estadual localizado na cidade de Presidente Dutra, no Maranhão.

## Histórico
Foi inaugurado em 2009, atendendo cerca de 17 municípios, da região central do estado, com uma população estimada em 250 mil pessoas. Buscou atender a uma antiga demanda de descentralização da saúde, para diminuir o deslocamento de pacientes do interior para a capital do estado.
É administrado pela Empresa Maranhense de Serviços Hospitalares (EMSERH), empresa pública de gestão hospitalar.

## Estrutura
O Hospital Regional de Urgência e Emergência de Presidente Dutra presta Serviço de Pronto Atendimento (SPA) em clínica médica, clínica pediátrica, clínica cirúrgica, clínica ortopédica, cirurgia cabeça e pescoço, cirurgia neurológica, endoscopia e gastroenterologia.
A unidade também realiza internação hospitalar em clínica ortopédica, clínica cirúrgica pediátrica, clínica médica, nefrologia e UTI. Presta ainda o Serviços de Apoio Diagnóstico e Terapêutico (SADT) em análises clínicas, Raios X, ultrassonografia, e tomografia computadorizada.
O hospital realizou mais de 98 mil atendimentos em 2016.